# Milan Markovic
Milan Markovic (nacido el 26 de mayo de 1990 en Serbia es un jugador de baloncesto profesional serbio que juega en el Araberri Basket Club. 

## Carrera deportiva
Es un pívot formado en el KK Spartak Subotica (11/12) y en 2013, pasaría al Proleter Naftagas de la segunda división serbia, donde estaría una temporada y media.[cita requerida]
En la temporada 14-15 militó en el B.C. Beroe Stara Zagora búlgaro y disputó la NBL. En la 15-16 en el KK Best Gevgelija, con el que jugó la Superleague.[cita requerida]
En la 16-17 en el KK Rubin Krusevac serbio, con el que participó en la KLS First League de su país y promedió 11,73 puntos y 5,19 rebotes, con un 64,6% y 7,92 intentos en tiros de campo con 21,2 minutos por encuentro en la KLS First League serbia, competición en la que disputó 29 partidos y fue elegido MVP en la jornada 22ª.[cita requerida]
En la 17-18, en el Doxa Lefkadas de Grecia con el que tomó parte en la HEBA A2, en el que aportó 7,29 puntos y 4,29 rebotes con 62,7% y 4,58 intentos en tiros de campo en 14,8 minutos por duelo en la HEBA 2 helena, donde tomó parte en 24 duelos.
En septiembre de 2018 el jugador firma por una temporada con el Araberri Basket Club para jugar en Liga LEB Oro, siendo su primera experiencia como profesional.

## Clubs
- KK Spartak Subotica  (2011-2012)
- Proleter Naftagas  (2013-2014)
- BC Beroe  (2014-2015)
- KK Best  (2015-2016)
- KK Rubin Krusevac  (2016-2017)
- Doxa Lefkadas B.C.  (2017-2018)
- Araberri Basket Club  (2018-act.)